# Chasse & Pêche
Chasse & Pêche – francuski kanał telewizyjny poświęcony łowiectwu i wędkarstwu. Jest produkowany na potrzeby platformy cyfrowej ABSat, ale rozpowszechniany także poza Francją. W Polsce mogą go oglądać abonenci Cyfry+, którzy wykupili pakiet dodatkowy RelaXXX.